# Arbor Bona Arbor Mala
Albums de The Shamen
Boss Drum
(1992) Hempton Manor
(1996)
Arbor Bona Arbor Mala est un album de musique électronique, de type ambiance, des Shamen, sorti en 1995 : il constitue en réalité un disque bonus à l'album Axis Mutatis, fourni avec les premières éditions de l'album.

## Liste des pistes
1. Asymptomatic (Eschaton) - 0:39
2. Sefirotic Axis : - 7:03 
a. Emanation 
b. Creation 
c. Formation 
d. Action
3. Entraterrestrial - 9:34
4. Demeter - 4:13
5. Beneath the Underworld - 3:50
6. Xochipili's Return - 7:50
7. Rio Negro - 3:34
8. Eight (Above the Otherworld) - 1:25
9. A Moment In Dub - 9:16
10. Pizarro in Paradise - 6:10
11. West of the Underworld - 10:20
12. Anticipation Eschaton (Be Ready For The Storm) - 4:26
13. Out In The Styx - 3:29